# Llei de Stigler
La llei de Stigler és un axioma formulat per Stephen Stigler el 1980 que ve a dir que «cap descobriment científic rep el nom de qui el va descobrir en primer lloc».
Stigler, professor d'Estadística de la Universitat de Chicago, va publicar el seu famós treball a la revista Transactions of the New York Academy of Sciences. Es dona la circumstància que en el mateix article l'autor reconeixia que la tesi que portava el seu nom ja havia estat formulada abans de l'altra, en aquest cas per Robert K. Merton.

## Exemples
Hi ha nombrosos exemples d'aquesta llei. Alguns d'ells són els següents:
- Els diagrames de Lexis van ser inventats per Gustav Zeuner i O. Brasche, i no per Wilhelm Lexis, a qui es deu el nom.
- La distribució normal o distribució gaussiana no va ser descoberta per Gauss, sinó per De Moivre.
- La llei de Gresham va ser descoberta primerament per Copèrnic.
- La llei de Snell va ser descoberta set segles abans per Ibn Sahl.
- La regla d'or de Fermi va ser desenvolupada en primer lloc per Paul Dirac.
- El nombre d'Avogadro va ser calculat per Johann Josef Loschmidt.
- La llei de Coulomb va ser descoberta per Henry Cavendish.
- La llei de Charles dels gasos ideals va ser observada amb anterioritat per Henry Cavendish.
- La llei d'Ohm va ser descoberta per Henry Cavendish.
- L'arquitectura de von Neumann va ser desenvolupada per John Presper Eckert, John William Mauchly i Arthur Burks, entre d'altres.
- La regla de l'Hôpital va ser desenvolupada per Johann Bernoulli.
- El continent americà va ser descobert pel navegant Cristòfol Colom abans de ser batejat amb el nom del cartògraf Amerigo Vespucci.
- La mateixa llei de Stigler, que ja havia estat enunciada per Robert K. Merton.